# Simulium aureohirtum
Simulium aureohirtum är en tvåvingeart som beskrevs av Enrico Adelelmo Brunetti 1911. Simulium aureohirtum ingår i släktet Simulium och familjen knott. Inga underarter finns listade i Catalogue of Life.